# Animals with the Tollkeeper
Animals with the Tollkeeper es una película independiente de 1998, escrita y dirigida por Michael Di Jiacomo y protagonizada por Tim Roth. El debutante, Di Jiacomo, se llevó el premio al Mejor director en el Festival de Sitges. Fue estrenada en el Festival de Sundance de 1998 y fue proyectada nuevamente en algunos cines de Estados Unidos en el año 2009.

## Argumento
Henry (Tim Roth), un taxista de Nueva York, lleva tres cineastas franceses a New England, donde se obsesiona con una hermosa mujer llamada Fatima (Mili Avital), al punto de conseguir trabajar con su insoportable madre (Barbara Bain) para poder acercarse a ella.

## Reparto
| - Tim Roth - Henry - Mili Avital - Fatima - Rod Steiger - Fontina - Mickey Rooney - Tollkeeper - John Turturro - Tuxedo Man - Jacques Herlin - Laurent - Lothaire Bluteau - Young Laurent - Christopher Fennell - Sweet Potata | - Barbara Bain - The Mother - Francis Bouc - Henri - Gianin Loffler - Young Henry - Johnny Cenicola - The Angel - Raoul Delfosse - Felipe - O-Lan Jones - Essie - Joanne Pankow - Beatrice Lincoln - Mike Starr - Young Felipe - John Taylor |